# Chlum (Boêmia Central)
Chlum é uma comuna checa localizada na região da Boêmia Central, distrito de Benešov.